# Isatis deserti
Isatis deserti là một loài thực vật có hoa trong họ Cải. Loài này được (N. Busch) V.V. Botschantz. mô tả khoa học đầu tiên năm 1985.